# Porto Recanati
Porto Recanati är en ort och kommun i provinsen Macerata i regionen Marche i Italien. Kommunen hade 12 541 invånare (2018).